# Patinação de velocidade nos Jogos Olímpicos de Inverno de 1948
A patinação de velocidade(pt-BR) ou patinagem de velocidade(pt-PT?) nos Jogos Olímpicos de Inverno de 1948 consistiu de quatro de eventos para homens. As provas foram realizadas entre os dias 31 de janeiro e 3 de fevereiro de 1948.

## Medalhistas
Masculino
| Evento                | Ouro                       | Prata                                                                                             | Bronze                      |
| --------------------- | -------------------------- | ------------------------------------------------------------------------------------------------- | --------------------------- |
| 500 metros detalhes   | Finn Helgesen NOR Noruega  | Ken Bartholomew USA Estados Unidos Thomas Byberg NOR Noruega Robert Fitzgerald USA Estados Unidos | nenhum                      |
| 1500 metros detalhes  | Sverre Farstad NOR Noruega | Åke Seyffarth SWE Suécia                                                                          | Odd Lundberg NOR Noruega    |
| 5000 metros detalhes  | Reidar Liaklev NOR Noruega | Odd Lundberg NOR Noruega                                                                          | Göthe Hedlund SWE Suécia    |
| 10000 metros detalhes | Åke Seyffarth SWE Suécia   | Lassi Parkkinen FIN Finlândia                                                                     | Pentti Lammio FIN Finlândia |

## Quadro de medalhas
| Ordem | País               | Medalha de ouro | Medalha de prata | Medalha de bronze |    |
| ----- | ------------------ | --------------- | ---------------- | ----------------- | -- |
| 1     | NOR Noruega        | 3               | 2                | 1                 | 6  |
| 2     | SWE Suécia         | 1               | 1                | 1                 | 3  |
| 3     | USA Estados Unidos |                 | 2                |                   | 2  |
| 4     | FIN Finlândia      |                 | 1                | 1                 | 2  |
| TOTAL | TOTAL              | 4               | 6                | 3                 | 12 |

## Países participantes
Doze patinadores competiram em todos os quatro eventos.
Um total de 68 patinadores de 15 países participaram da modalidade:
| - AUT Áustria (3) - BEL Bélgica (1) - CAN Canadá (4) - TCH Checoslováquia (1) - KOR Coreia do Sul (3) - DEN Dinamarca (1) - USA Estados Unidos (9) - FIN Finlândia (5) | - GBR Grã-Bretanha (5) - HUN Hungria (5) - ITA Itália (4) - NOR Noruega (12) - NED Países Baixos (4) - SWE Suécia (6) - SUI Suíça (5) |